# Hoplobatrachus crassus
Hoplobatrachus crassus là một loài ếch phân bố rộng rãi trong các đồng bằng của Ấn Độ, Bangladesh, Nepal, và Sri Lanka. Phạm vi phân bố của nó có thể lan tới cả Bhutan và Myanmar.

## Mô tả
Loài này có lồi gò khối xương hàn chân úp hình xẻng. Chân trước của chúng dài hơn của loài họ hàng H. tigrinus. Con cái (8–10 cm) hơi lớn hơn con đực (5–8 cm).

## Môi trường sống và sinh thái
Hoplobatrachus crassus là một loài ếch sống trong đồng cỏ ngập nước theo mùa, đồng khô, trong vùng canh tác và gần chỗ ở con người. Ếch trưởng thành hay núp mình trong hang. Chúng có thể ngủ vào mùa khô. Chúng đẻ trứng trong nước. Con đực có hai túi kêu; tiếng kêu gần giống tiếng dê kêu. Một lần kêu dài 2-3 phút, gồm 2-4 đợt, mỗi đợt phồng túi kêu 13-18 lần. Chúng giao phối lúc trời mưa.
Chúng có thể chịu mặn ở mức nào đó. Chúng chịu được nước có tỉ lệ 25% nước biển tự nhiên (25 phần nước biển pha 75 phần nước ngọt) nhưng không thể sống hơn một tuần nếu tỉ lệ đạt 35%. Nòng nọc của chúng ăn tảo. Một loài trùng lông chi Cepedea đã được ghi nhận sống trong nòng nọc của loài này.